# Liphistius yamasakii
Liphistius yamasakii ONO, 1988  è un ragno appartenente al genere Liphistius della famiglia Liphistiidae.
Il nome del genere deriva dalla radice prefissoide greca λίπ-, lip-, abbreviazione di λιπαρός, liparòs, cioè unto, grasso, e dal sostantivo greco ἱστίον, istìon, cioè telo, velo, ad indicare la struttura della tela che costruisce intorno al cunicolo.
Il nome proprio è in onore del professor Tsukané Yamasaki, della Tokyo Metropolitan University.

## Caratteristiche
Ragno primitivo appartenente al sottordine Mesothelae: non possiede ghiandole velenifere, ma i suoi cheliceri possono infliggere morsi piuttosto dolorosi.
Questa specie è strettamente imparentata con L. bristowei, dalla quale se ne distingue per le grandi dimensioni del corpo, per il differente aspetto del poreplate e dei pedipalpi maschili, in particolar modo del tegulum.

### Maschi
I maschi misurano di bodylenght (lunghezza del corpo escluse le zampe) 19,55 millimetri; il cefalotorace misura 9,39 x 8,79 millimetri e l'opistosoma, di forma globulare, 9,7 x 7,65 mm. Lo sterno è più lungo che largo: 3,7 x 1,75 mm. La lunghezza totale dei pedipalpi è di 18,94 mm. I tubercoli oculari sono leggermente più larghi che lunghi, il loro rapporto è 1,1. I cheliceri hanno 9 denti sul margine anteriore delle zanne. I pedipalpi maschili hanno l'apofisi tibiale sviluppata con tre lunghi e forti processi spinali e uno corto; il subtegulum è più largo di quello di L. bristowei.

### Femmine
Le femmine misurano di bodylenght (lunghezza del corpo escluse le zampe) 26,21 millimetri; il cefalotorace misura 11,51 x 10,3 millimetri e l'opistosoma, di forma globulare, 13,19 x 11,06 mm. Lo sterno è più lungo che largo: 5,75 x 3,4 mm. La lunghezza totale dei pedipalpi è di 21,67 mm. I tubercoli oculari sono leggermente più larghi che lunghi, il loro rapporto è 1,08. I cheliceri hanno 14 denti sul margine anteriore delle zanne. Nei genitali femminili il poreplate (area dei genitali femminili interni coperta da una zona priva di pori) è molto più largo che lungo anterodorsalmente, di forma ovale, con piccoli pori ghiandolari; la spermateca è racemosa, e ampia.

### Colorazione
Il cefalotorace è di colore bruno nerastro con strisce distinte, i tubercoli oculari sono neri. I cheliceri sono di colore bruno nerastro prossimalmente, bruno giallognoli distalmente; le coxae dei pedipalpi e il labium sono bruno giallognoli, lo sterno e le zampe sono bruno nerastri, le zampe senza anulazioni distinte. L'opistosoma è di colore bruno verdastro scuro con scleriti dorsali nere, e scleriti ventrali e filiere sono invece di colore bruno verdastro. Nei maschi i colori sono gli stessi, ma meno marcati.

## Habitat
Gli esemplari finora esaminati sono stati raccolti ai bordi di una strada tracciata da poco in una zona forestale. La località-tipo di questa specie è quella posta ad un'altitudine più elevata fra tutti i ragni dell'ordine Mesothelae.

## Distribuzione
L'olotipo  e l'allotipo di questa specie sono stati rinvenuti sul monte Doi Inthanon, alto circa 1700 m, nei pressi di Maeo Khun Klang, località della provincia di Chiang Mai, nella Thailandia settentrionale.